# Domenico Guidi

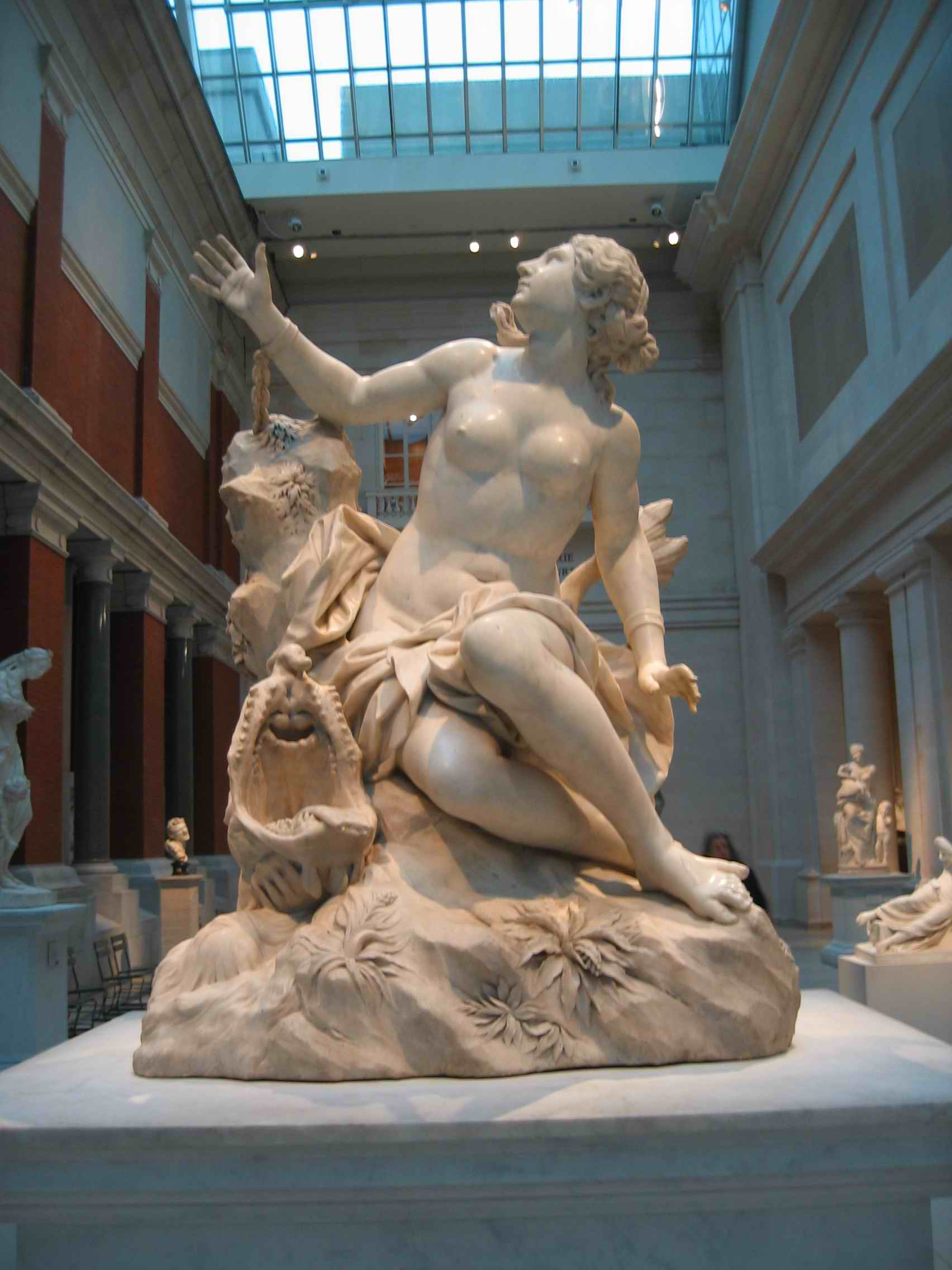
Andromeda a mořská obluda od Domenica Guidi. Metropolitan Museum of Art

Domenico Guidi (6. června 1625 Carrara – 28. března 1701 Řím) byl italský barokní sochař.

## Životopis
Guidi následoval svého strýce, sochaře Giuliana Finelli do Neapole. V roce 1649 odešel do Říma a pracoval v dílně Alessandra Algardi, kde zůstal sedm let. Poté spolupracoval, v rámci Algardiho dílny, se sochařem Ercolem Ferratou. Oba, například, pomohli dokončit Vidění sv. Mikuláše (dokončeno 1655) v kostele San Nicola da Tolentino.

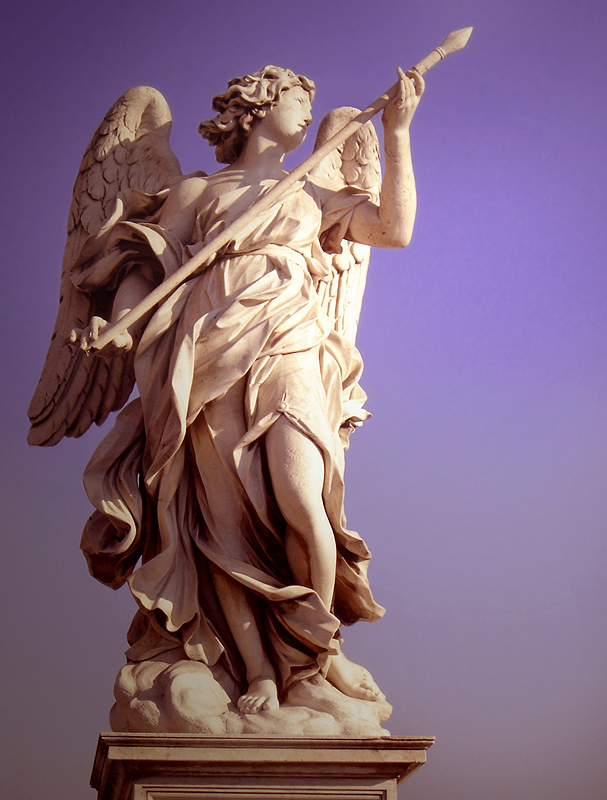
Anděl s kopím

Guidi se stal nezávislým roku 1654. Úzce spolupracoval se sochařem francouzského původu Pierrem-Etienne Monnotem. Ve srovnání s ostatními soudobými sochaři byl velmi plodný. Jeho práce zahrnuje Náhrobek Natale Rondinini v Santa Maria del Popolo (1657) a reliéf nad oltářem v Capella di Monte di Pieta zobrazující Nářek nad mrtvým tělem Krista (1667–1676). Pod vedením Berniniho byl pověřen zhotovením Anděla s kopím pro Ponte Sant'Angelo.